# Boiraultův stroj

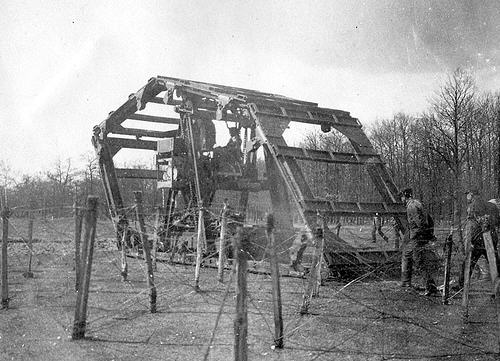
Prototyp Boiraultova stroje

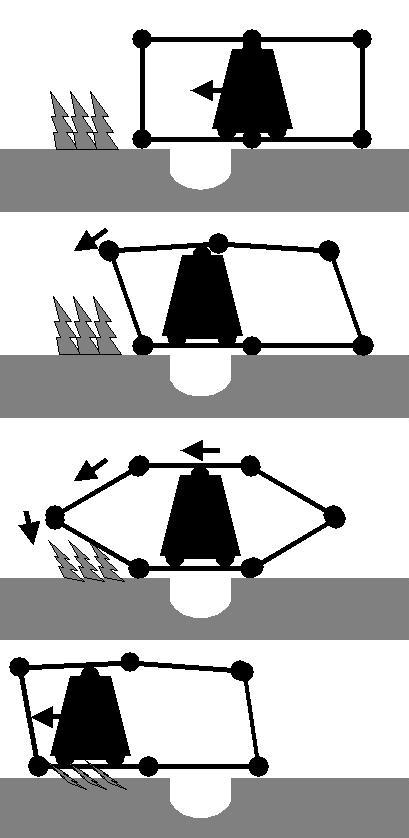
Schéma zobrazující způsob pohybu Boiraultova stroje.

Boiraultův stroj (francouzsky Appareil Boirault) bylo francouzské experimentální vozidlo z období 1. světové války. Vzniklo v rámci snahy francouzské armády zkonstruovat stroj, který by dokázal překonávat zákopy a různé překážky na bojišti. Jméno dostal podle svého konstruktéra Louise Boiraulta. Vozidlo se při testování ukázalo jako značně nepraktické a dostalo proto přezdívku Vojenský diplodocus (Diplodocus Militaris). Diplodokus byl v té době nejlépe známým rodem druhohorního dinosaura a obecně byl považován za jakýsi evoluční omyl přírody - podobně jako neúspěšný válečný stroj, který byl rovněž omylem lidských vojenských inženýrů. Boiraultův stroj bývá nicméně považován za jednoho z nejstarších předchůdců tanku.

## Boirault I
Vývoj vozidla začal v roce 1914. Francouzské ministerstvo války schválilo konstrukci prototypu 3. ledna 1915. Záměrem bylo postavit vozidlo, které by dokázalo překonávat zátarasy z ostnatého drátu, zákopy a krátery po granátech. Boiraultův stroj se od přímých předchůdců současného tanku konstrukčně zcela odlišoval. Jeho střed tvořila kabina pro dvojčlennou posádku s pohonnou jednotkou a převodovkou, kolem níž byl postaven systém šestidílného pohyblivého rámu (každý díl měl rozměry 4 x 3 metry a čtyři příčky), jehož překlápění umožňovalo pohyb. Směr pohybu dopředu či dozadu určoval řidič přesouváním kabiny ve středu rámu. Tato konstrukce trpěla několika zásadními problémy: motor s výkonem 80 koní a neefektivní systém pohybu neumožňovaly udělit 30tunovému vozidlu rychlost vyšší než 3 km/h. Stroj sice dokázal překonat i velmi široký zákop, avšak kvůli své pomalosti, problémům s otáčením a instalací výzbroje byl ve skutečném boji nepoužitelný. Proto byl jeho vývoj 10. června 1915 oficiálně ukončen.
Na naléhání konstruktéra byly v projektu provedeny další změny, ustanovena nová komise a 4. listopadu 1915 proběhly nové zkoušky. Stroj, zatížený 9 tunami simulovaného nákladu, úspěšně překonal 8 metrů široký zátaras z ostnatého drátu, 5 metrů široký kráter a 2 metry široké zákopy. Dosáhl přitom rychlosti 1,6 km/h. Při druhém testu 13. listopadu se však opět projevily značné problémy vozidla se změnou směru pohybu, při níž bylo třeba použít zvedák, byla časově náročná a dokázala otočit stroj jen o 45 stupňů. Projekt byl opět zamítnut pro přílišnou viditelnost, hluk, zranitelnost, pomalou rychlost a špatnou manévrovatelnost vozidla.

## Boirault II

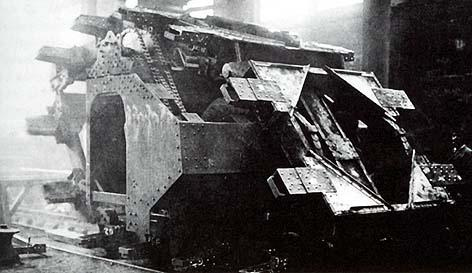
Boirault II

Konstruktér se snažil vyřešit problém stavbou druhého prototypu s trojčlennou posádkou. Tento stroj byl menší, lehčí a pancéřovaný. Tvořil jej centrální pancéřovaný trup, kolem něhož "obíhalo" šest pojezdových desek. Jeho zkoušky proběhly 17. srpna 1916 u obce Souain-Perthes-lès-Hurlus. Opět však komisi zklamal svou pomalostí. Pohyboval se totiž rychlostí jen 1 km/h. Také tento pokus o netradiční konstrukci tak skončil už ve fázi prototypu.
Generál Henri Gouraud komentoval 20. srpna 1916 schopnosti stroje takto:
"Směr není přesný (...) nelze potvrdit, že si s jistotou dokáže poradit s takovými nepřátelskými cíli jako jsou bunkr, kulometné hnízdo, pozorovatelna ... tyto testy prováděné mimo bojiště, na cvičišti, v podmínkách, jež vůbec neodrážejí realitu, mají daleko k přesvědčivosti..."
Projekt byl definitivně ukončen, když se francouzské Ministerstvo války rozhodlo pro sériovou výrobu tanku Schneider CA1.